# Liste der Bodendenkmäler in Kirchseeon
Auf dieser Seite sind die Bodendenkmäler in dem oberbayerischen Markt Kirchseeon zusammengestellt. Diese Tabelle ist eine Teilliste der Liste der Bodendenkmäler in Bayern. Grundlage ist die Bayerische Denkmalliste, die auf Basis des Bayerischen Denkmalschutzgesetzes vom 1. Oktober 1973 erstmals erstellt wurde und seither durch das Bayerische Landesamt für Denkmalpflege geführt wird. Die folgenden Angaben ersetzen nicht die rechtsverbindliche Auskunft der Denkmalschutzbehörde.

## Bodendenkmäler in Kirchseeon
| Lage       | Objekt | Akten-Nr.     | Bild |
| ---------- | --- | ------------- | ---- |
| (Standort) | Untertägige mittelalterliche und frühneuzeitliche Befunde im Bereich der Kath. Filialkirche St. Coloman in Kirchseeon und ihrer Vorgängerbauten.       | D-1-7937-0041 |      |
| (Standort) | Grabhügel vorgeschichtlicher Zeitstellung. | D-1-7937-0042 |      |
| (Standort) | Grabhügel vorgeschichtlicher Zeitstellung. | D-1-7937-0044 |      |
| (Standort) | Abgegangene Kirche des Mittelalters und der frühen Neuzeit (St. Ursula in Ilching).                                                                    | D-1-7937-0165 |      |
| (Standort) | Untertägige mittelalterliche und frühneuzeitliche Befunde im Bereich der Kath. Filialkirche St. Petrus in Buch und ihrer Vorgängerbauten.              | D-1-7937-0168 |      |
| (Standort) | Untertägige mittelalterliche und frühneuzeitliche Befunde im Bereich der Kath. Filialkirche Hl. Kreuzerhöhung in Neukirchen und ihrer Vorgängerbauten. | D-1-7937-0171 |      |
| (Standort) | Verebnete Grabhügel vorgeschichtlicher Zeitstellung.                                                                                                   | D-1-7937-0201 |      |
| (Standort) | Grabhügel vorgeschichtlicher Zeitstellung. | D-1-7937-0203 |      |